# Losolyn Laagan
Losolyn Laagan (mongol : Лосолын Лааган ; 1887 - 4 mai 1940) était un homme politique mongol et membre du Parti révolutionnaire du peuple mongol (MPRP) qui a été président du Présidium du grand Khoural d'État (chef d'État titulaire de la Mongolie) du 27 avril 1930 au 2 juin 1932.

## Biographie
Lagaan est né en 1887 à Buyant, dans la province de Khovd. Il a rejoint le MPRP en 1923 et deux ans plus tard, il a été nommé président du Comité d'audit du Comité du MPRP pour la province de Khovd. En 1928, il est nommé président de la Commission centrale d'audit du MPRP national. En mars 1930, il a été élu membre du Comité central du Présidium du MPRP et le 27 avril 1930 a été nommé président du Présidium du grand Khoural d'État du MPR, ou chef d'État titulaire de la république populaire de Mongolie, un poste il tiendra jusqu'au 2 juin 1932.
Au printemps 1932, Laagan était l'un des nombreux dirigeants politiques blâmés pour les excès de ce que l'on a appelé plus tard la "déviation de gauche", au cours de laquelle le gouvernement a activement poursuivi des politiques soviétiques adaptées pour forcer les éleveurs à s'installer dans des fermes collectives, supprimer le commerce privé et saisir les biens de la noblesse et de l'église bouddhiste. Les politiques dures ont entraîné des soulèvements violents qui se sont propagés dans l'ouest de la Mongolie. Lagaan et plusieurs autres politiciens de premier plan ont été officiellement expulsés du parti en mai 1932 et Laagan a été démis de ses fonctions de président du Présidium du grand Khoural d'État un mois plus tard et rétrogradé à un poste mineur de la fonction publique dans sa province natale de Khovd.
Laagan a été l'un des premiers responsables gouvernementaux arrêtés pendant la Grande Terreur (en) de Horloogiyn Choybalsan (1937-1939). Il fut arrêté en septembre 1937 sous l'inculpation d'activités contre-révolutionnaires. Condamné à mort le 4 mai 1940, il fut exécuté le même jour.
Losolyn Laagan a été réhabilité en 1962.